# William Fletcher Sapp

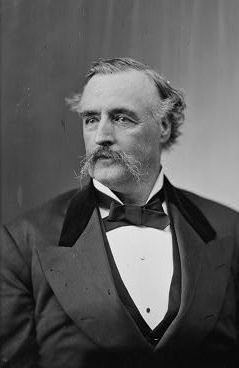
William Fletcher Sapp

William Fletcher Sapp, född 20 november 1824 i Danville, Ohio, död 22 november 1890 i Council Bluffs, Iowa, var en amerikansk republikansk politiker. Han representerade Iowas åttonde distrikt i USA:s representanthus 1877-1881. Farbrodern William R. Sapp var ledamot av USA:s representanthus 1853-1857.
Sapp studerade juridik och inledde 1850 sin karriär som advokat i Mount Vernon, Ohio. Han valdes 1854 till åklagare i Knox County, Ohio. Han avancerade till överstelöjtnant i nordstatsarmén under amerikanska inbördeskriget. Han flyttade efter kriget till Iowa. Han var distriktsåklagare för Iowa 1869-1873.
Sapp efterträdde 1877 James W. McDill som kongressledamot. Han kandiderade inte till omval efter två mandatperioder i representanthuset och efterträddes i mars 1881 som kongressledamot av William Peters Hepburn.
Sapps grav finns på Mound View Cemetery i Mount Vernon, Ohio.